# Leonard Owusu
Leonard Owusu, né le 3 juin 1997 à Accra au Ghana, est un footballeur ghanéen. Il évolue au poste de milieu défensif au Fredrikstad FK.

## Biographie

### En club
Né à Accra au Ghana, Leonard Owusu est formé par le Dreams FC où il commence sa carrière professionnelle.
Après son passage au MS Ashdod Leonard Owusu s'engage en faveur des Whitecaps de Vancouver le 21 janvier 2020. Il signe un contrat courant jusqu'en décembre 2022.
Leonard Owusu joue son premier match dans l'Eliteserien, l'élite du football norvégien, le 16 avril 2023, à l'occasion de la deuxième journée de la saison 2023, face au SK Brann. Il entre en jeu à la place de Filip Rønningen Jørgensen, buteur ce jour-là, et son équipe s'impose par deux buts à zéro.
Le 31 mars 2023, Leonard Owusu prend la direction de la Norvège afin de signer à l'Odds BK pour un contrat d'un an.
Owusu est récompensé de son passage à l'Odds BK en étant désigné joueur de la saison 2023 par les supporters du club.
En janvier 2024, Owusu signe en faveur de l'un des plus importants club de Serbie, le FK Partizan Belgrade, pour un contrat de trois ans.
Le 17 février 2024, Owusu fait son retour en Norvège en étant prêté par le Partizan au Fredrikstad FK pour une saison.